# Михаил Стурдза
Михаил Стурдза (на румънски: Mihail Sturdza) е княз на Молдова, управлявал през 1834 – 1849 година.

## Живот
Роден е на 24 април 1794 година в Яш в благородническия род Стурдза.
По време на руската окупация на Молдова след 1829 година е финансов министър в окупационната администрация, а след края на окупацията през 1834 година е назначен за княз. Макар и формално васал на Османската империя, управлява в близко сътрудничество с Русия. Женен е за дъщерята на фанариота от български произход Стефан Богориди Смарагда. През 1849 година абдикира и е наследен от своя племенник Григорий Гика.
Михаил Стурдза умира на 8 май 1884 година в Париж.